# Hieracium lachenalii
Hieracium lachenalii es una especie de planta con flor del género Hieracium, de la familia Asteraceae, orden Asterales.

## Distribución
Hieracium lachenalii se distribuye por Albania, Austria, Estados bálticos, Bielorrusia, Bélgica, Columbia Británica, Bulgaria, Rusia centroeuropea, Connecticut, Córcega, Checoslovaquia, Delaware, Dinamarca, Rusia del este de Europa, Finlandia, Francia, Alemania, Gran Bretaña, Grecia, Groenlandia, Hungría, Irán, Irlanda, Italia, Maine, Massachusetts, Michigan, Minnesota, Países Bajos, Nuevo Brunswick, Nuevo Hampshire, Nueva Jersey, Nueva York, Terranova, Cáucaso del Norte, Rusia del norte de Europa, Rusia del noroeste de Europa, Noruega, Nueva Escocia, Ontario, Oregón, Pakistán, Pensilvania, Polonia, Portugal, Quebec, Rhode Island, Rumania, España, Suecia, Suiza, Transcaucasia, Turquía, Ucrania, Vermont, Washington, Himalaya occidental, Siberia occidental, Wisconsin y exYugoslavia.

## Taxonomía
Fue descrita científicamente por Suter.
Tratamiento taxonómico
La especie aparece registrada en una sección de la publicación Helvet. Fl.